# Nayr Garcia Pedro
Nayr Garcia Pedro (13 de marzo de 1992) es un deportista angoleño que compite en judo. Ganó dos medallas de bronce en los Juegos Panafricanos en los años 2011 y 2015, ambas en la categoría de –60 kg.

## Palmarés internacional
| Juegos Panafricanos | Juegos Panafricanos               | Juegos Panafricanos | Juegos Panafricanos |
| Año                 | Lugar                             | Medalla             | Categoría           |
| ------------------- | --------------------------------- | ------------------- | ------------------- |
| 2011                | Maputo (Mozambique)               | Medalla de bronce   | –60 kg              |
| 2015                | Brazzaville (República del Congo) | Medalla de bronce   | –60 kg              |